# Војне реформе у Белорусији (1994—2005)
Војне реформе 1994—2005 у Белорусији (блр. Ваенныя рэформы 1994—2005 гадоў у Беларусі) је скуп активности у Републици Белорусији чији је циљ трансформација оружаних снага. Реформација је започела успостављањем власти Александра Лукашенка, а завршена је 2005—2006. Ову фазу војне изградње карактерише појава нових родова и врста трупа, обнова војне доктрине, уређење војно-индустријског комплекса и идеолошког рада, побољшање система управљања трупама и њихово опремање, реформисање већине удружења, једињења, војних јединица и институција, као и превазилажење кризних појава деведесетих.

## Позадина
Са осамостаљењем 1991. године, Белорусија је добила велику групу оружаних снага СССР-а. Ове снаге су знатно премашиле војно-политичке потребе и социјално-економске могућности државе. Поред тога, контингент трупа у борбеном саставу, структури и оперативно-стратешкој конструкцији није био у складу са међународним и унутрашњим окружењем. 1992—1996. извршена је демилитаризација земље: расформирано је или реформисано 250 војних јединица, смањена снага војске, елиминисани вишак залиха наоружања, уклоњене нуклеарне бојеве главе.
1994. године Александар Лукашенко је дошао на власт. Министар одбране Леонид Малцев (1995—1996 и 2001—2009) и шеф тхинк танк-а Еуом Сергеј Мусиенко одредили су покретање реалне реформе војске управо на почетку његовог председавања. Велики број војника је импонирао политичар. Генералитет и официри чекали су Које кораке ће председник предузети у вези са војском.
Нови вођа имао је мотиве за почетак модернизације оружаних снага. Прво, Лукашенко је био незадовољан уништавањем залиха совјетске опреме.  Друго, шеф државе се плашио ширења НАТО. У првим недељама своје владавине одлучно је зауставио одлагање оклопних возила и авиона. У том контексту, почетком 1995. године, званични Минск је суспендовао извршење уговора о конвенционалним оружаним снагама у Европи. Лукашенко је тада озбиљно намеравао да заустави и уклони стратешко оружје које је понудио Русији да напусти у републици. У том периоду на њеној територији су још увек биле 72 нуклеарне бојеве главе.

## Реформација

### Организација и структура
1.новембра 1994. Министарством одбране пребачено је у нову државу. Дошло је до преласка на дво-видну структуру Оружаних снага: копнене и ваздухопловство.
У јуну 1995. године Александар Лукашенко издао је декрет о стварању мобилних снага које су укључивале јединице ваздухопловне јединице.
У децембру 2001. године, 28. армијски корпус (бивша 28. армија) основао је Западну оперативну команду. Истовремено, 65. армијски корпус (формиран 1994. од 7. армијског корпуса, који је 1993. године створен од 7. тенковске армије) претворен је у северозападну оперативну команду.
Исте године одржано је обједињавање ваздухопловних снага и трупа ПВО у јединствену структуру.
Истовремено, у условима смањења броја Оружаних снага и смањења нивоа наоружања, један од најекономичнијих начина за компензацију снага и средстава, одржавање одбрамбене способности државе на одговарајућем нивоу била је организација  Територијалне одбране.

### Борба против криминала
У периоду 2001—2009, војно руководство Белорусије, углавном захваљујући министру одбране Леониду Малтсеву, постигло је значајан напредак у циљу успостављања реда у војсци. Конкретно, случајеви малтретирања, криминала и самоубистава у војним јединицама знатно су смањени.
Белорусија је имала најнижу стопу криминала међу војскама на свету. Стопа криминала (број прекршаја на 1.000 војника) у 2005.години износила је 3,4 %, док је 1994. била 10,9%. У 2008. години индекс криминалних активности у белоруским оружаним снагама износио је 3,6. Заузврат, 1994. године, број самоубистава у оружаним снагама износио је 42 случаја на 100 хиљада војника, у то време је смањен за скоро 4 пута у 2008. години, а сви су повезани искључиво са болним стањима, а не са несталним односима. Према белоруском Министарству одбране, ако је у 2008. години широм земље лишено живота око 3 особе од 10 хиљада, у војсци је та бројка износила око 1 на 10 хиљада људи (три пута мање).

### Идеолошки рад
Ідэалагічная работа ва Узброеных сілах Рэспублікі Беларусь у првој половини 1990-их био је у кризи. Ситуацију су спасили само ентузијасти међу официрима. У периоду 1995—2003, у правцу идеолошког рада, спроведени су различити експерименти и истраживања која су касније довела до ефикасних и одрживих модела управљања, јачајући ред у војсци. Током реформи 2004—2005 и успостављања главног уреда за идеолошки рад, образовне активности су коначно уређене.
У првој половини 2000-их развијен је нови правни оквир за идеолошки рад, неки његови аспекти су промењени. Ако су се раније образовне активности одвијале искључиво са војним особљем, сада су укључени и цивилни радници Оружаних снага. У периоду 1994—2004, политички рад је спроведен у систему државне и правне обуке. 2005. године уведене су сесије индоктринације уместо наставе у државној правној припреми.
Основа је била званична државна идеологија, такозвана «идеологија белоруске државе» — правно уређен систем идеја, идеала и вредности који одражава циљеве и посебности белоруског пута друштвеног развоја. Основни принципи и циљеви развоја белоруске државе садржани су у Уставу. У темељима су сигурност, територијални интегритет, независност, суверенитет и добробит грађана. Обезбеђивање овога директно је повезано са функцијама и задацима оружаних снага.

### Војно-индустријски комплекс
30. децембра 2003. године основан је Државни војно-индустријски комитет Републике Белорусије. То је омогућило повећање ефикасности и ефикасности рада у војно-техничкој сфери, дајући јој одговарајући систем, уредност и планирану природу. Раније је одбрамбени сектор белоруске економије био одвојен због припадности одељења различитим индустријама.

### Образовни комплекс
Крајем 1990-их и почетком 2000-их извршене су квалитативне трансформације система војног образовања. Завршена обнова система обуке млађих команданата и војних специјалиста. На државним универзитетима почела је настава војних дисциплина. Важан корак је направљен 17. маја 1995. године, када је указом председника основана Војна академија Републике Белорусије.